# Buger (Tanzania)
Buger è una circoscrizione rurale (rural ward) della Tanzania situata nel distretto di Karatu, regione di Arusha. Conta una popolazione di 9 919 abitanti (censimento 2012).